# Icelus spiniger
Icelus spiniger és una espècie de peix pertanyent a la família dels còtids.

## Descripció
- Fa 24 cm de llargària màxima.
- Aleta caudal arrodonida.[4][5]

## Depredadors
És depredat per Polypera simushirae i l'halibut negre (Reinhardtius hippoglossoides).

## Hàbitat
És un peix marí, demersal i de clima temperat que viu entre 25 i 770 m de fondària.

## Distribució geogràfica
Es troba al Pacífic nord: Alaska, el Canadà i Rússia.

## Observacions
És inofensiu per als humans.